# European Homecare
Die European Homecare GmbH (EHC) ist ein auf soziale Dienstleistungen spezialisiertes Unternehmen in Essen. Schwerpunkt ist die Unterbringung und Versorgung von Asylbewerbern und Flüchtlingen.

## Geschichte
Das Unternehmen wurde 1989 von Rolf Dieter Korte gegründet. Erste Einrichtungen für Aussiedler aus der ehemaligen Sowjetunion entstanden in Ostdeutschland. 2006 übernahm sein Sohn Sascha Korte die Geschäftsführung. Das Unternehmen erbringt soziale Dienstleistungen für die öffentliche Hand.
Neben Unterkünften in Deutschland betrieb EHC zwischenzeitlich auch Einrichtungen in Irland und Österreich. 2013 unterhielt EHC 27 Einrichtungen, im Zuge der Flüchtlingskrise stieg die Anzahl in den Jahren 2015 und 2016 auf 125 an. Im Auftrag der Bundesländer und Kommunen betrieb das Unternehmen im Jahr 2019 124 Einrichtungen in Deutschland, darunter Erstaufnahmeeinrichtungen, Ankunftszentren, Gemeinschaftsunterkünfte, Notunterkünfte oder Unterbringungseinrichtungen für Ausreisepflichtige sowie Anlaufstellen für Obdachlose.
Das Unternehmen beschäftigt in den Einrichtungen je nach behördlichen Vorgaben u. a. Sozialarbeiter, Sozialpädagogen, Sozialbetreuer, Erzieher, Gesundheits- und Krankenpfleger, sowie Haus-, Küchen- und Reinigungspersonal, Dolmetscher und Sicherheitspersonal. Viele der Mitarbeiter verfügen über Fremdsprachenkenntnisse und haben selbst einen Migrationshintergrund. Insgesamt werden über 70 verschiedene Sprach- und Kulturräume abgedeckt.
2023 wurde European Homecare durch das britische Dienstleistungsunternehmen Serco übernommen.

## Geschäftstätigkeit
Die Dienstleistungen des Unternehmens umfassen neben dem organisatorischen Betrieb der Einrichtung die Verpflegung der Bewohner durch Kantinenbetrieb mit eigenen Großküchen, die soziale und medizinische Betreuung auch unbegleiteter minderjähriger Flüchtlinge, Bewachung, Sprachkurse und weitere Integrationsmaßnahmen.

## Kritik
Neben den Lebensbedingungen in den Einrichtungen wurde die Auswahl der Mitarbeiter und deren Verhalten kritisiert. So hätten unter anderem Rechtsextreme als Wachmänner gearbeitet, welche von dem Sicherheitsunternehmen SKI angestellt wurden. Nach Berichten der taz sei es seit 2014 in Einrichtungen von European Homecare zu Misshandlungen von untergebrachten Flüchtlingen und zur Vergewaltigung einer Bewohnerin durch einen Heimleiter gekommen. In Burbach hatten Wachleute und Betreuer des Flüchtlingsheims Asylbewerber eingesperrt, verprügelt, erniedrigt – gedeckt von der Heimleitung. Im November 2018 berichtete Der Spiegel vom Auftakt des „Mammutprozesses“ vor dem Landgericht Siegen gegen mehr als 30 Mitarbeiter und Securities. Laut FAZ hieß es auf der Ermittlerseite „Bilder, die man sonst nur aus Guantanamo kennt“. Der Heimleiter wurde wegen systematischer Freiheitsberaubung zu einer Bewährungsstrafe von einem Jahr und drei Monaten verurteilt. Bei der Betreiberfirma European Homecare sei "von Fortbildungen nie die Rede gewesen".